# Béni-Mellal (provins)
Béni-Mellal er en provins i den marokkanske region Béni Mellal-Khénifra. Befolkningen var i 2004 946.018 mennesker.

## Geografi
Béni Mellal-provinsen ligger i Atlasbjergene med et plateau, der ligger 400 til 600 meter over havets overflade, samt bjerge, der stiger til 2.460 meter (Ighnayen-bjerget) og 2.240 meter (Mount Tassemit). De høje bjerge er dækket med sne fra november til april.
Beni Mellal-provinsen har et kontinentalt klima med nedbør, der varierer mellem 350 og 650   mm pr. år. November er den regnfulde måned med næsten 25% af den årlige nedbør. Sne er ikke ualmindeligt på plateauet om vinteren. Ekstreme temperaturer på plateauet varierer fra -6 °C i januar 2005 til en 47 °C i juli 2007. Sommeren er normalt meget varm på grund af den brændende østlige eller sydøstlige vind, kendt som chergui, der blæser ud fra Sahara og hæver temperaturen over 40° C. Varmebølgerne ender undertiden i voldsomme tordenvejr.

## Byer
De største byer er: 
- Aghbala
- Beni Mellal
- El Ksiba
- Kasba Tadla
- Oulad M Barek
- Oulad Yaich
- Sidi Jaber
- Zaouiat Cheikh
- Tartemat